# Henry Percy (9e comte de Northumberland)
Pour les articles homonymes, voir Henry Percy.
Henry Percy, 9e comte de Northumberland, est un baron anglais né en avril 1564 et mort le 5 novembre 1632. Surnommé « le comte sorcier » (the Wizard Earl), il fut un humaniste et un mécène des sciences et des arts. Compromis dans la Conspiration des poudres, il fut emprisonné à la Tour de Londres de novembre 1605 à 1621.

## Biographie

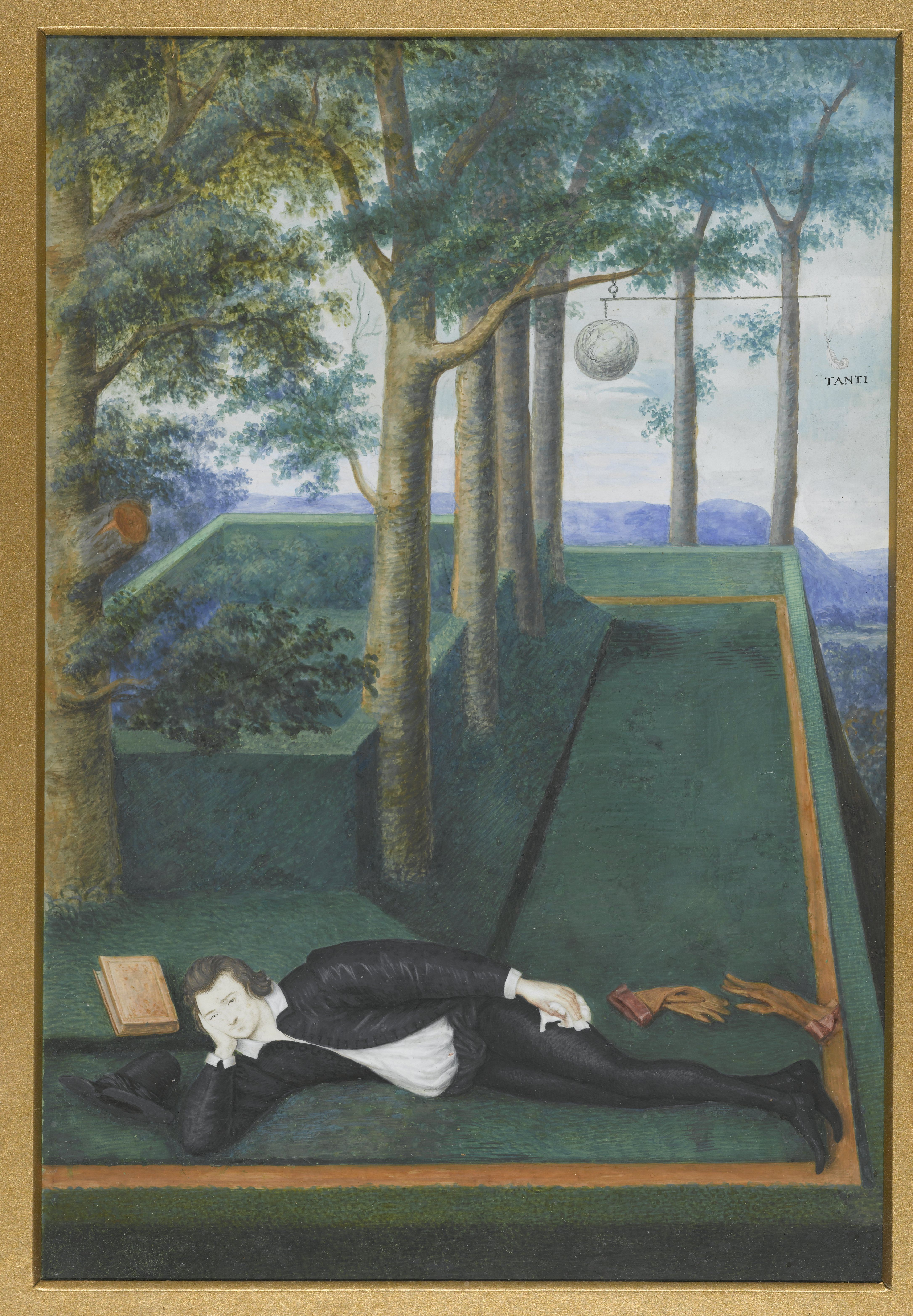
Portrait miniature par Nicholas Hilliard, vers 1595 (Amsterdam, Rijksmuseum). Une balance romaine, un livre et l'attitude méditative de Henry Percy sont autant d'allusions à l'intérêt du « Comte-sorcier » pour les sciences.

Henry Percy est élevé par son père (un crypto-catholique, pourtant) dans la religion protestante. Il est affligé de surdité. Après avoir passé quelques années en France pour y parfaire son éducation de gentilhomme, il participe brièvement à la campagne d'Élisabeth Ire dans les Flandres au début des années 1590. Décoré de l'Ordre de la Jarretière (1593), il se consacre dès lors à l'administration de son domaine et aux recherches scientifiques (médecine, alchimie, astronomie, géographie, mathématiques). Il a pour protégés trois savants, surnommés the three Magis (les trois magiciens) : Thomas Harriot, l'algébriste et médecin Walter Warner, et le cartographe Robert Hues ; mais aussi d'autres, dont le mathématicien Nathanael Tarporley et l'astronome John Protheroe. Cette coterie, qui avait aussi des accointances avec Walter Raleigh, paraissait mystérieuse aux contemporains, et donna crédit au XXe siècle à une hypothétique École de la nuit.

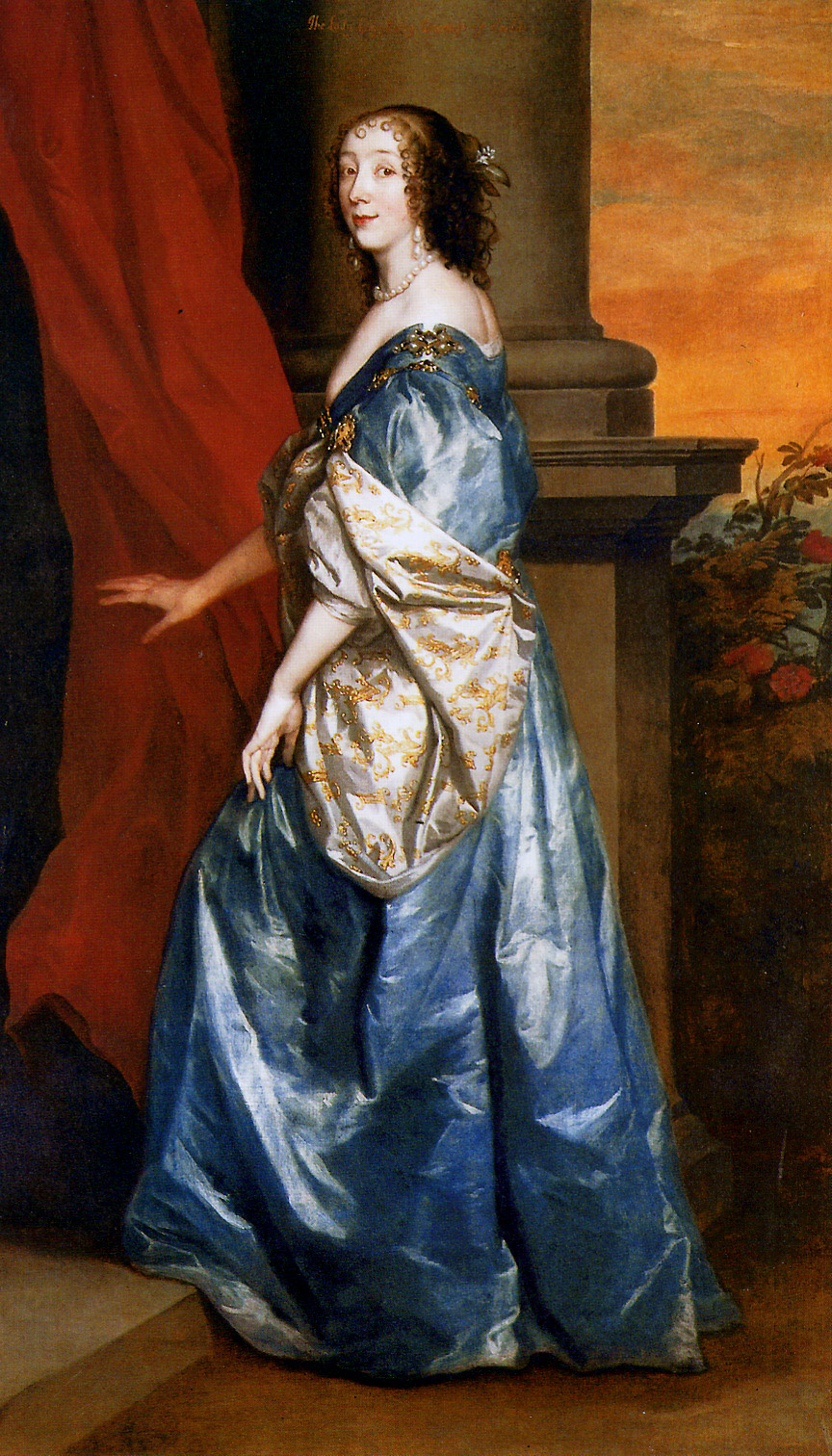
Lucy Percy
Comtesse de Carlisle
par Antoine van Dyck, 1637-1638
Tate Britain, Londres

## Mariage et descendance
En 1594, il acquiert, par mariage avec Dorothy Devereux, le manoir de Syon et la famille Percy a depuis conservé cette résidence londonienne et son parc. Les enfants de Henry Percy et Dorothy Devereux sont :
- Dorothy (vers 1598 – 20 août 1659), épouse le comte de Leicester Robert Sidney ;
- Lucy (1599/1600 – 5 novembre 1660), épouse le comte de Carlisle James Hay ;
- Algernon (29 septembre 1602 – 13 octobre 1668), 10e comte de Northumberland ;
- Henry (1604 – avril 1659), baron Percy d'Alnwick.

## Culture populaire
- Dans la série Gunpowder, son personnage est interprété par David Bamber.